# John Bunyan Museum
Il John Bunyan Museum (in italiano Museo John Bunyan) è un museo principalmente dedicato alla vita e alle opere del predicatore, teologo e scrittore inglese John Bunyan. Si trova a Bedford, nella contea del Bedfordshire (in Inghilterra).
John Bunyan nacque ad Elstow nel 1628 e morì a Londra nel 1688. Nel 1678 scrisse Il pellegrinaggio del cristiano (in originale The Pilgrim's Progress from This World, to That Which Is to Come: Delivered under the Similitude of a Dream), un'allegoria cristiana in forma di romanzo, una delle più importanti e famose opere sul cristianesimo riformato.
Nel 1672, la congregazione guidata da Bunyan acquistò un fienile, che utilizzò per celebrare i riti religiosi; successivamente, qui fu costruita una chiesa, la Bunyan Meeting Free Church. Nel 1849 fu costruita una seconda chiesa, ancora oggi utilizzata per funzioni religiose. In questo complesso fu costruito, nel 1998, il John Bunyan Museum, nel quale furono trasferiti manufatti e cimeli risalenti a John Bunyan, precedentemente custoditi in una piccola sala nella chiesa. Gli oggetti presenti nel museo comprendono il violino di Bunyan, il suo flauto in legno, la brocca di cui fece uso in prigione (dal 1670 al 1672), il suo testamento e una copia de Il pellegrinaggio del cristiano.
Le esposizioni del museo rievocano numerosi episodi della vita del predicatore, mostrando anche parte della storia sociale di Bedford nel XVII secolo.